# 苏定方
苏定方（592年—667年），冀州武邑（今属河北）人，原名烈，字定方，以字行，是中国唐代的将领。他曾在西域、辽东对多国作战，因功勋卓著，被封为邢国公。乾封二年，苏定方病逝，享年七十六岁，追赠左骁卫大将军、幽州都督，谥号庄。

## 生平

### 早年
苏定方于大业年间出生，他的父亲苏邕在大业末年率领同乡数千人为郡里征讨贼寇。苏定方生性勇猛，气魄惊人，十五岁便跟随父亲一同追讨贼寇，常常作为先锋斩将破阵。在苏邕去世后，武邑郡太守命苏定方领兵继续清剿周围贼寇。他率军清剿了位于郡西、南部的张金称和杨公卿，亲手斩杀张金称并追击杨公卿二十里路，获得了很多战利品，乡民因此都开始依靠于他。随后苏定方加入了窦建德的势力，深受高雅贤的喜爱并被他收为养子。在窦建德死后苏定方继续效力于刘黑闼手下，高雅贤多次为刘黑闼攻城拔寨，苏定方每次作為先鋒战斗都有战功。武德六年。李建成率军攻打并斩首了刘黑闼，苏定方就此回到老家。

#### 征颉利可汗
唐太宗貞觀初年，苏定方出任匡道府折冲，被征召参与与突厥的作战。贞观三年（629年），苏定方被李靖派遣为前锋，率领两百骑兵，趁着大雾偷袭突厥军营。他在冲击过程中看见颉利可汗所在的牙帐并向那里掩杀过去，致使颉利所部不得不撤退。当李靖率军赶到后，剩余的敌军也都投降了。最后李靖俘虏了包括颉利可汗在内的多位突厥首领，回师后苏定方也因此被升任为左武候中郎将
唐高宗永徽中，苏定方官至左卫勋一府中郎将。永徽六年（655年）高句丽联合百济、靺鞨进攻新罗，攻占其北境三十余城。新罗向唐朝遣使求援，苏定方随同程名振征讨高句丽，五月，苏定方等渡过辽水，高丽见唐军兵少，于是渡过贵端水迎战。苏定方等奋力进攻，大败高句丽军，杀死并俘虏共计一千多人，焚毁其外城、村落后回师。战后，苏定方拜授右屯卫将军，封临清县公。

### 征战西域

#### 初征西突厥
显庆元年（656年），左卫大将军程知节出征西突厥阿史那贺鲁，苏定方因而跟随出征，被任命为前军总管。次年十二月，在初战告捷后，大军到达鹰娑川（今新疆开都河上游裕勒都斯河谷），西突厥两万骑兵前来抵御唐军，总管苏海政率军与突厥所部接触，互有胜负。随后西突厥的分支鼠尼施等又率领两万多骑兵前来增援，苏定方当时正下马休整。他与突厥军队相隔着一座小山岭，又离程知节所率主力约十里远，看到远处尘土飞扬后率领五百名骑兵前去截击敌军。突厥军队因此军心溃散，苏定方率军追击了二十里，斩杀敌军一千五百多人，还获得了两千匹马，而突厥军队因溃败而在战场上遗留下了非常多的甲胄、武器。
时为副大总管的王文度嫉妒苏定方的功劳，对程知节建议说：“敌军虽然逃跑了，官军死伤也很多。现在应当结成方阵，将辎重安置在军阵中间，四面列队，人马披甲，敌来就迎战，这才是万全之策。不要让士兵轻率离阵，以致造成损伤。”。为使程知节信服，王文度矫旨责怪程知节恃勇轻敌，转而让王文度节度所部。于是王文度下令全军固守原地，不得继续深入。在王文度的军令之下，唐军不得不每天披甲骑马，战马不堪重负，有很多因此而瘦死；骑兵也非常疲劳，不再有战斗的意志。见此情况，苏定方向程知节进言认为如此防守无法立功，遇到敌军便会溃败，他进一步指出程知节现在将军队事物交由王文度管理是不合理的，要求程知节将王文度先行关押，再上奏于朝廷，然而最后程知节并未听从他的建议。
后大军行进至恒笃城，遇到有胡人想要投降归附。王文度又说：“这些胡人现在投降，等我军撤回后，他们还会反叛，不如全部杀死，夺取他们的物资钱财。”苏定方则反驳说：“如果这样处置，那便是自己当贼，又怎能说是讨伐叛逆？”王文度遂又忽视了苏定方所言，下令处决了那些胡人。等到瓜分财物时，唯独苏定方没有拿任何一点。至十二月，唐军无功而返，王文度本因擅自矫诏该当判处死刑，后被除名为平民；程知节也因逗遛不前、追击不力，在减免死刑后，被罢去官职；苏定方则被转为右屯卫将军。

#### 再征西突厥
显庆二年（657年）正月，苏定方被擢升为伊丽道行军大总管，以任雅相、回纥婆润为副总管，自北道而行，再次征讨阿史那贺鲁。十二月，苏定方先是从金山北部进军，率部打败了木昆部落，安抚了前来投降的懒独禄，后率千余骑兵突进至突骑施部。他率唐军及回纥仆从军共万余人进击并抵达了曳咥河，贺鲁此时则已经集结了多部兵力共十万，前来抵御唐军。因唐军人数少，被敌军所包围。苏定方先令步兵于南部高地结阵，持槊向外，他自己则亲自率领骑兵列阵于北部的平原。贺鲁所部对唐步兵阵地发起了三次冲锋，却都被成功防御住了。苏定方趁机冲击了敌军主力，在敌军溃败后又追击了三十里，最后斩首上万。
次日，苏定方率军继续进击，五弩失毕都纷纷投降了唐军，贺鲁及他剩下的数百骑兵被迫向西逃亡。后阿史那步真从南道进军，听闻贺鲁败退的五咄陆部落以唐朝为其旧主为理由归降于步真。苏定方令其副将萧嗣业率军向邪罗斯川出发，追击贺鲁，他则和任雅相率新投降的士卒跟在后面。由于正巧当地下大雪，积雪近三尺，唐军多位将领请求停止进军，等到天气晴朗再做打算。苏定方却说敌人预料他们会因为雪深而不再前进，那么就应该现在追击，如果缓下脚步则会越追越远。经过昼夜行军，苏定方所部与阿史那步真所部会师于双河，距离贺鲁只有百里之远，唐军遂结阵向贺鲁牙帐所在的金牙山前进。他们趁贺鲁不备，发起了突袭，斩获了上万首级。贺鲁再次逃脱，率数十骑和咥运一同逃向石国。阿史那弥射的儿子元爽和萧嗣业合兵一处，捕获了被石国所献出来的贺鲁，最终苏定方押解贺鲁班师回朝。苏定方在此战中先是擒获了贺鲁，又拓展了唐的疆域版图，因而被升为左骁卫大将军，封邢国公，他儿子苏庆节也被封为武邑县公。

#### 乌海之战
據敦煌莫高窟中發現的藏文《吐蕃大事紀年》第十條记载，藏曆羊年（唐高宗显庆四年，公元659年），苏定方在青藏高原乌海一带与吐蕃军展开了一次作战。此次战争没有被记载在唐朝一方的史料之中。白桂思猜測此役與資治通鑑卷200所說論欽陵攻吐谷浑是同一戰役，但是年代錯亂。才让《吐蕃史稿》於659-660年只寫吐蕃攻吐谷浑，沒有提到與唐交戰。學者對此役史料解讀（如地點、勝負及兵力）沒有共識，如王堯解讀為唐軍一千擊敗藏軍八万；更敦群培《白史》解讀為藏軍一千擊敗唐軍八万；黄正建主張《吐蕃大事紀年》慣例不紀錄吐蕃戰敗，而且漢文文獻沒有蘇定方當年與吐蕃交戰的記載，因此或許是藏軍八万战胜唐軍一千的一場小戰役。达延莽布支的身份，胡小鹏認為是乌海一帶親吐蕃的吐谷浑首領，王忠認為是駐守鄯善的慕容尊王。
《吐蕃地名研究》也认为所谓乌海东茹，实际上是位于唐朝陇右道附近的孟达天池，即东茹措那。《道帏藏族社区志》说“达延莽布支大臣率蕃军，前往董岱措纳湖（即冬日措纳）一带，与汉兵（唐军）交战，达延莽布支不幸牺牲，部下为了纪念他，将其葬在阿尼达延山，此后，达延莽布支被敬为山神，同时成为具有神力的家乡神 。”
顯慶四年，铁勒和疏勒举兵背叛唐朝，下属有疏勒（今新疆西南部喀什一带）、朱具波（今新疆西南部叶城一带）、喝般陀（又称葱岭国）三国，苏定方受命对其进行征讨。当唐军行军至叶叶水时，敌军在马头川已经建立好了防御工事。於是蘇定方携三千匹马跨越帕米尔高原突袭，他们经过一整天的奔袭抵达了敌城西十里处。由于都曼震惊于唐军的出现，他率部分守军在城门外试图阻拦唐军，却被打败，只能退守在城内，而城门则被唐军顺利占领。
等到晚上，唐军主力陆续抵达，在围住城池后伐木制作攻城器械。都曼知道他无法避免战败的结果，于是自缚投降。苏定方解送都曼回到了洛阳，在乾阳殿上献俘于高宗，他因此功被升为左武卫大将军、加食邑五百户。

### 征战辽东

#### 平灭百济
显庆五年（660年）二月十日，苏定方随唐高宗巡幸太原。由于百济依仗有高丽的援助，开始染指新罗疆域，因此新罗王向唐朝发出了求援信。苏定方遂于三月十日被任命为神丘道行军大总管，率左骁卫将军刘伯英等水陆大军十万人征讨百济国。又以新罗国王金春秋为嵎夷道行军总管，率领新罗兵协同唐朝大军作战。
苏定方率军自城山（今山东省荣成市东部）出发，横渡黄海，先是抵达了德物岛，新罗方面五万士兵也在金庾信率领下合军。当时百济朝廷中佐平义直建议要趁唐军登陆就截击，达率常永则想要与唐军开展持久战。由于国王犹豫不决，唐、新罗部队已经穿过了百济的重要关口白江和炭岘。由于后派遣的五千死士阻拦新罗军队不成，百济军队不得不屯兵据守熊津江口（今朝鲜半岛南部锦江口），试图抵抗唐军。于是苏定方从东岸登陆，在山下列阵并开始与百济军交战。当唐军水师抵达时，百济军已经战败，被斩首数千。水师随着涨潮与陆军一同进军，朝真都城方向出发。当唐军距离真都城约二十里时，百济集结国内军队前来阻击。苏定方遂率军迎战，击败了百济军队并斩杀一万余人，唐军乘胜攻入外城。
百济国王扶余义慈自知无法避免失败的下场，后悔他没有听取忠臣的谏言，带领太子扶余隆等人向北境逃去。苏定方后进军包围了百济都城泗沘城（今韩国忠清南道扶余郡），义慈的次子扶余泰自立为百济王，率众坚守。义慈的孙子扶余文思说：“国王和太子虽然都出了城，但依然活着；叔父统领兵马，就擅自称王，如果唐军撤退，我父子性命就无法保全了。”于是文思率其左右亲兵翻城向唐军投降，很多百姓也纷纷跟随他投降，扶余泰无法阻止。于是苏定方趁势命士卒登上城楼，树起唐朝的旗帜。城中人心更加惶恐，导致扶余泰不得不打开城门投降，请求保全其性命。其大将祢植又带着义慈来降，太子隆与众城主皆前来奉表归诚。
八月十五日，在彻底平定百济后，陵州长史判兵曹贺遂亮为苏定方此次灭国之战撰写了《大唐平百济国碑铭》。其全文被刻于高五尺二寸，宽四丈六尺二寸的纪功碑上，此碑后被树立于泅比城内的定林寺石塔上。随后苏定方携百济第三十一代国王扶余义慈及太子隆、泰等五十八人回师洛阳，百济国的疆域则被纳入唐朝版图，分别设置了熊津、马韩、东明、金连和德安五个都督府，下辖三十七州，二百五十县。左骁卫郎将刘仁愿受命率领万名唐军与新罗王子金仁泰所率的七千新罗军，共同守卫百济府城。十一月一日，苏定方于则天门献俘，朝廷为此“赐天下大酺三日”。苏定方则被升为左武卫大将军，并加授其子苏庆节为尚辇奉御。

#### 征高句丽
显庆六年十二月月十六日，唐高宗李治打算御驾亲征，诏以契苾何力为浿江道行军大总管，苏定方为辽东道行军大总管，刘伯英为平壤道行军大总管，程名振为镂方道总管，率兵分道进击高句丽。后因武后劝阻，唐高宗取消御驾亲征念头。
龙朔元年（661年）五月，唐军的作战部署发生了较大的变化，以任雅相为浿江道行军总管，契苾何力为辽东道行军总管，苏定方为平壤道行军总管，与萧嗣业及诸胡兵凡三十五军，水陆分道并进。八月，苏定方在浿江（今朝鲜大同江）击败高句丽军并拿下了马邑山。唐军扎营于马邑山上，继续进军包围了平壤城（高句丽首都）。北线的陆路唐军进展却相对缓慢，高句丽权臣盖苏文遣其长子泉男生率精兵数万，固守鸭绿江，唐军无法渡江，双方一直僵持到九月底。天气开始寒冷，鸭绿江水结成坚冰，唐军在契苾何力的率领下踏冰而过，鼓噪奋击，高句丽军大溃，唐军追击数十里，斩首三万级，其余部众全都投降，只有泉男生逃了回去。正当辽东道行军大总管契苾何力率领的北路唐军顺利推进，将南下与苏定方会师平壤的时候，唐高宗下诏班师，于是撤军，很快漠北铁勒九姓发生了叛乱，回纥比粟毒与同罗、僕固进犯大唐边境。十月十一日，萧嗣业回国改任仙萼道行军总管并加入铁勒平叛大军。两人班师后，唐军南北合击高句丽的战略部署落空，战争陷入了持久战。
龙朔二年（662年）初，沃沮道总管，蛮酋庞孝泰率岭南兵战于蛇水之上，“贼知其懦，袭破之”，与其子十三人皆战死。同月，浿江道行军大总管任雅相在军中病逝。孤军围城的苏定方没有办法得到友军的协同作战援助，又正逢大雪，攻克平壤已不可能，遂解除包围，于二月班师回国。

### 晚年
龙朔三年（663年），吐谷浑被吐蕃禄东赞所破，苏定方奉命任凉州安集大使节度诸军，郑仁泰、独孤卿云、辛文陵等，负责对吐蕃的守备。此外18世纪中叶成书的《如意宝树》就予以引用说：“芒松赞时期与汉人交战，汉兵来藏时，大臣噶尔（禄东赞）战死疆场， 布达拉宫被烧毁。”但从敦煌遗书、《西藏王臣记》和《新红史》的记载可看出，670年唐蕃双方在大非川交战前几年便爆发了冲突。
乾封二年（667年），苏定方病死，终年七十六岁。高宗在最初时尚不知情，等从他处听说了苏定方逝世的消息后，颇为悲伤痛惜，责备侍臣道：“苏定方对国家有功，按例应当褒奖封赠，卿等不说，致使死后荣宠未能及时颁下。言及于此，不禁哀伤悲叹。”于是立即下诏，追赠苏定方为左骁卫大将军、幽州都督，谥号“庄”。

## 历代评价
- 《旧唐书》：“邢国公神略翕张，雄谋戡定，辅平屯难，始终成业。疏封陟位，未畅茂典，盖阙如也。”

赞曰：“五将雄雄，具立边功。张、苏二族，功名始终。郭、薛、务挺，徼功奋命。垂则穷边，兵无常胜。”
- 《新唐书》：“唐所以能威振夷荒、斥大封域者，亦有虎臣为之牙距也。至师行数千万里，穷讨殊斗，猎取其国由鹿豕然，可谓选值其才欤！
- 李纲：“李大亮宿卫之忠，裴行俭、苏定方术略之奇，秦叔宝、薛仁贵、李嗣业搏战之勇，高崇文纪律之严，王忠嗣执守之固，李抱真训练之精，张万福乐善之笃，李光颜、愬谋虑之决，皆凛然有贤将之风
- 载湉：“自古大一统之世。必为亿万年之图。西逾葱岭。汉通凿空之官。北界金山。唐设北庭之府。轮台屯戍。外辑乌孙金满建城。远收伊列。凡兹经略。能略言欤。苏定方之讨沙钵罗。速不台之穷默尔奇。此其功烈。
- 魏元忠：臣闻帝王之道，务崇经略；经略之术，必仗英奇。自国家良将，可得言矣。李靖破突厥，侯君集灭高昌，苏定方开西域，李勣平辽东，虽奉国威灵，亦其才力所致。古语有之：‘人无常俗，政有理乱，兵无强弱，将有能否’。由此观之，安边境，立功名，在于良将也。
- 杜祐：国朝李靖平突厥，李勣灭高丽，侯君集覆高昌，苏定方夷百济，李敬玄、王孝杰、娄师德、刘审礼皆是卿相，率兵御戎，戎平师还，并无久镇
- 黄道周：苏子定方，少年骁勇。乡里贼侵，赖之不恐。突厥从征，乘雾一涌。诛者不胜，降者接踵。贺鲁再征，攒槊殊猛。大雪不休，砍几绝种。后袭诸敌，三路云拥。面缚而降，献俘丹甬。论法应诛，苦求恩宠。葱岭以西，因而朝拱。”

- 陈元靓：“邢公御侮，阚如虓虎。生执都曼，钳驱贺鲁。暨平百济，凡攻皆取。伐国之功，焜耀千古。

## 艺术形象

### 文学形象
在罗贯中所著的小说《隋唐两朝志传》中，苏定方作为唐之骁将追随唐太宗征伐辽东，并与盖苏文作战。
明朝万历年间，诸圣邻编著的小说《大唐秦王词话》第十七回中，苏定方作为窦建德的说客出场。第四十回，苏定方因直言犯谏而被窦建德贬斥回乡。明都之战，苏定方与罗成不分上下，最终在淤泥河之战设计杀死罗成。第五十二回中，刘黑闼被诛杀，秦王欲招降苏定方，苏定方在老母亲的训诲下为尽孝心才决心降唐。
清朝刊行的《说唐演义全传》中，苏定方和他的两个儿子苏麟、苏凤，苏凤的一双儿女苏锦莲和苏宝同都被歪曲成主要的反面人物，白脸长髯的大奸臣。后世的评书也多在此基础上改编。

### 影视形象
- 1992年韩国电视剧《三国记》：金允亨饰苏定方；
- 2003年韩国电影《黄山伐》：高牧春（中国）饰苏定方；
- 2006年韩国电视剧《渊盖苏文》：白仁哲饰演苏定方；
- 2006年韩国电视剧《大祚荣》：金基福饰演苏定方；
- 2013年韩国电视剧《大王之梦》：郑兴采饰苏定方。
- 2014年中国电视剧《隋唐英雄3》：过齐鸣饰苏定方。
- 2021年中国电视剧《风起霓裳》：于彦凯饰苏定方。

### 书目

#### 史料
- 《吐蕃大事纪年》
- 刘昫：《旧唐书》
- 董诰：《全唐文》
- 欧阳修：《新唐书》
- 李昉：《太平御览》
- 王昶：《金石萃编》
- 司马光：《资治通鉴》
- 王钦若：《册府元龟》
- 金富轼：《三国史记》
- 第五世达赖喇嘛：《西藏王臣记》
- 张云.唐·吐蕃重要文献选辑[G]//拉巴平措，陈庆英.《西藏通史》资料丛刊:第7册.中国藏学研究中心历史所，2004.

#### 论文
- 拜根兴. 《大唐平百济国碑铭》关联问题考释[A].唐史论丛（第八辑）[C].:，2006:18.

### 脚注
1. ↑  卒年倒推
2. ↑  《旧唐书》列传第三十三·苏定方：“苏定方冀州武邑人也”
3. ↑  《新唐书》列传第三十六·苏烈：“苏烈字定方以字行冀州武邑人后徙始平”
4. ↑  《旧唐书》列传第三十三·苏定方：“父邕大业末率乡闾数千人为本郡讨贼定方骁悍多力胆气绝伦年十馀岁随父讨捕先登陷阵”
5. ↑  《新唐书》列传第三十六·苏烈：“父邕当隋季率里中数千人为本郡讨贼定方骁悍有气决年十五从父战数先登陷阵”
6. ↑  《旧唐书》列传第三十三·苏定方：“父卒郡守又令定方领兵破贼首张金称于郡南手斩金称又破杨公卿于郡西追奔二十馀里杀获甚众乡党赖之”
7. ↑  《新唐书》列传第三十六·苏烈：“邕卒代领其众破剧贼张金称杨公卿追北数十里自是贼不舍境乡党赖之”
8. ↑  《册府元龟》卷八四七：“父卒郡守又令定方破贼帅张金秤于郡南手斩金秤又破阳公卿于郡西追奔二十馀里杀获甚众公卿仅以身免繇是外盗不敢入界乡党赖之”
9. ↑  《旧唐书》列传第三十三·苏定方：“后仕窦建德建德将高雅贤甚爱之养以为子”
10. ↑  《旧唐书》列传第三十三·苏定方：“雅贤俄又为刘黑闼攻陷城邑定方每有战功及黑闼雅贤死定方归乡里”
11. ↑  《旧唐书》列传第三十三·苏定方：“贞观初为匡道府折冲随李靖袭突厥颉利于碛口”
12. ↑  《新唐书》列传第三十六·苏烈：“贞观初为匡道府折冲”
13. ↑  《册府元龟》卷三五七：“苏定方为正道府折冲”
14. ↑  《旧唐书》列传第三十三·苏定方：“靖使定方率二百骑为前锋乘雾而行去贼一里许忽然雾歇望见其牙帐驰掩杀数十百人颉利及隋公主狼狈散走馀众俯伏靖军既至遂悉降之军还授左武候中郎将”
15. ↑  《新唐书》列传第三十六·苏烈：“从李靖袭突厥颉利于碛口率彀马二百为前锋乘雾行去贼一里许雾霁见牙帐驰杀数十百人颉利及隋公主惶窘各遁去靖亦寻至馀党悉降再迁左卫中郎将”
16. ↑  《册府元龟》卷四百二十：“靖遣定方率二百骑为前锋乘雾而行走去贼一里许忽然雾歇望见其牙帐驰掩杀数十百人颉利及隋公主狼狈散走馀众俯伏靖军既至遂悉降之”
17. ↑  《资治通鉴》卷一九三：“靖使武邑苏定方帅二百骑为前锋乘雾而行去牙帐七里虏乃觉之颉利乘千里马先走靖军至虏众遂溃唐俭脱身得归靖斩首万馀级俘男女十馀万获杂畜数十万杀隋义成公主擒其子叠罗施颉利帅万馀人欲度碛李世绩军于碛口颉利至不得度其大酋长皆帅众降世绩虏五万馀口而还斥地自阴山北至大漠露布以闻”
18. ↑  《册府元龟》卷三五七：“贞观初随李靖袭突厥颉利于碛口靖使定方率二百骑为前锋乘雾而行去贼一里许忽然雾散望见其牙帐驰掩杀数十百人颉利及隋主狼狈散走馀众俯伏靖军既至遂悉降之军还授左武卫中郎将”
19. ↑  《旧唐书》列传第三十三·苏定方：“永徽中转左卫勋一府中郎将”
20. ↑  《资治通鉴》卷一九九：“二月乙丑遣营州都督程名振左卫中郎将苏定方发兵击高丽”
21. ↑  《新唐书》列传第三十六·苏烈：“与程名振讨高丽破之拜右屯卫将军临清县公”
22. ↑  《旧唐书》列传第三十三·苏定方：“从左卫大将军程知节征贺鲁为前军总管”
23. ↑  《册府元龟》卷九七三：“显庆元年西突厥贺鲁犯边诏程知节苏定方等领兵并逻纥大破贺鲁于阴山再破于牙山”
24. ↑  《新唐书》列传第三十六·苏烈：“从葱山道大总管程知节征贺鲁”
25. ↑  《册府元龟》卷三五七：“永徽中以左卫中郎将从左卫大将军程知节征贺鲁”
26. ↑  《旧唐书》列传第三十三·苏定方：“至鹰娑川突厥有二万骑来拒总管苏海政与战互有前却”
27. ↑  《新唐书》列传第三十六·苏烈：“至鹰娑川贺鲁率二万骑来拒总管苏海政连战未决”
28. ↑  《资治通鉴》卷两百：“十二月程知节引军至鹰娑川遇西突厥二万骑”
29. ↑  《旧唐书》列传第三十三·苏定方：“既而突厥别部鼠尼施等又领二万馀骑续至定方正歇马隔一小岭去知节十许里望见尘起率五百骑驰往击之贼众大溃追奔二十里杀千五百馀人获马二千匹死马及所弃甲仗绵亘山野不可胜计”
30. ↑  《新唐书》列传第三十六·苏烈：“鼠尼施等复引二万骑为援定方始休士见尘起率精骑五百逾岭驰捣贼营贼众大溃杀千馀人所弃铠仗牛马借借山野不可计”
31. ↑  《资治通鉴》卷两百：“别部鼠尼施等二万馀骑继至前军总管苏定方帅五百骑驰往击之西突厥大败追奔二十里杀获千五百馀人获马及器械绵亘山野不可胜计”
32. ↑  《册府元龟》卷四五六：“苏定方为右屯卫将军高宗显庆初从程知节讨阿史那贺鲁与其别部胤尼施战于雁娑川大破贼众追奔二十里斩首千馀级获马二千匹死马及所弃甲仗绵亘山野不可胜计”
33. ↑  《旧唐书》列传第三十三·苏定方：“副大总管王文度害其功谓知节曰虽云破贼官军亦有死伤盖决成败法耳何为此事自今正可结为方阵辎重并纳腹中四面布队人马被甲贼来即战自保万全无为轻脱致有伤损”
34. ↑  《新唐书》列传第三十六·苏烈：“副总管王文度疾其功谬谓知节曰贼虽走军死伤者众今当结辎重阵间被甲而趋贼来即战是谓万全”
35. ↑  《资治通鉴》卷两百：“副大总管王文度害其功言于知节曰今兹虽云破贼官军亦有死伤乘危轻脱乃成败之法耳何急而为此自今当结方陈置辎重在内遇贼则战此万全策也”
36. ↑  《册府元龟》四五六：“副总管王文度害其功谓知节曰虽云破贼官军亦有死伤盖未决成败法耳何急而为此事自今正可结为方阵辎重尽纳腹中四面布队人马被甲贼来即战自保万全无为轻脱致有伤损”
37. ↑  《旧唐书》列传第三十三·苏定方：“又矫称别奉圣旨以知节恃勇轻敌使文度为其节制遂收军不许深入”
38. ↑  《新唐书》列传第三十六·苏烈：“又矫制收军不深入”
39. ↑  《资治通鉴》卷两百：“又矫称别得旨以知节恃勇轻敌委文度为之节制遂收军不许深入”
40. ↑  《册府元龟》卷四五六：“文度又矫称别奉以知节恃勇轻敌使文度为节制遂收军不许深入”
41. ↑  《旧唐书》列传第三十三·苏定方：“终日跨马被甲结阵由是马多瘦死士卒疲劳无有战志”
42. ↑  《新唐书》列传第三十六·苏烈：“于是马臒卒劳无斗志”
43. ↑  《资治通鉴》卷两百：“士卒终日跨马被甲结陈不胜疲顿马多瘦死”
44. ↑  《册府元龟》卷四五六：“终日跨马被甲结阵繇是马多瘦死士卒疲劳无有斗志”
45. ↑  《旧唐书》列传第三十三·苏定方：“定方谓知节曰本来讨贼今乃自守马饿兵疲逢贼即败怯懦如此何功可立又公为大将阃外之事不许自专别遣军副专其号令理必不然须囚絷文度飞表奏之知节不从”
46. ↑  《新唐书》列传第三十六·苏烈：“定方说知节曰天子诏讨贼今反自守何功之立哉且公为大将而阃外之事不得专顾副将乃得专之理不其然胡不囚文度待天子命不从”
47. ↑  《资治通鉴》卷两百：“定方言于知节曰出师欲以讨贼今乃自守坐自困敝若遇贼必败懦怯如此何以立功且主上以公为大将岂可更遣军副专其号令事必不然请囚文度飞表以闻知节不从”
48. ↑  《册府元龟》卷四五六：“定方谓知节曰本来讨贼今乃自守马饿兵疲逢贼即败怯懦如此何立功又公为大将阃外之事而许自节制别遣军副专其号令理必不然须囚絷文度飞表奏之知节不从”
49. ↑  《旧唐书》列传第三十三·苏定方：“至恒笃城有胡降附文度又曰比我兵回彼还作贼不如尽杀取其资财定方曰如此自作贼耳何成伐叛文度不从及分财唯定方一无所取”
50. ↑  《新唐书》列传第三十六·苏烈：“至怛笃城有胡人降文度猥曰师还而降且为贼不如杀之取其赀定方曰此乃自作贼耳宁曰伐叛及分财定方一不取”
51. ↑  《资治通鉴》卷两百：“至恒笃城有群胡归附文度曰此属伺我旋师还复为贼不如尽杀之取其资财定方曰如此乃自为贼耳何名伐叛文度竟杀之分其财独定方不受”
52. ↑  《册府元龟》卷四五六：“至恒笃有胡开门乞降文度又曰比我兵回此还作贼不如尽杀取其资财定方曰如此自作贼耳何成伐叛文度又不从乃分财惟定方一无所取”
53. ↑  《旧唐书》列传第三十三·苏定方：“师还文度坐处死后得除名”
54. ↑  《新唐书》列传第三十六·苏烈：“高宗知之比知节等还悉下吏当死贷为民”
55. ↑  《资治通鉴》卷两百：“师旋文度坐矫诏当死特除名知节亦坐逗遛追贼不及减死免官”
56. ↑  《册府元龟》卷四五六：“师还知节文度皆被劾除名”
57. ↑  《旧唐书》列传第三十三·苏定方：“明年擢定方为行军大总管又征贺鲁以任雅相回纥婆润为副”
58. ↑  《新唐书》列传第三十六·苏烈：“擢定方伊丽道行军大总管复征贺鲁以任雅相回纥婆润为副”
59. ↑  《旧唐书》列传第一百四十四·突厥下：“显庆二年遣右屯卫将军苏定方燕然都护任雅相副都护萧嗣业左骁卫大将军瀚海都督回纥婆闰等率师讨击仍使右武卫大将军阿史那弥射左屯卫大将军阿史那步真为安抚大使”
60. ↑  《资治通鉴》卷两百：“庚戌以右屯卫将军苏定方为伊丽道行军总管帅燕然都护渭南任雅相副都护萧嗣业发回纥等兵自北道讨西突厥沙钵罗可汗”
61. ↑  《旧唐书》本纪第四·高宗上：“二年春正月庚寅幸洛阳命右屯卫将军苏定方等四将军为伊丽道将军帅师以讨贺鲁”
62. ↑  《册府元龟》卷九八六：“及苏定方为大总管领回纥等兵与阿史那弥射步真等分出西州金城两道以经略之”
63. ↑  《旧唐书》列传第三十三·苏定方：“自金山之北指处木昆部落大破之其俟斤懒独禄以众万馀帐来降定方抚之发其千骑进至突骑施部”
64. ↑  《资治通鉴》卷两百：“苏定方击西突厥沙钵罗可汗至金山北先击处木昆部大破之其俟斤懒独禄等帅万馀帐来降定方抚之发其千骑与具”
65. ↑  《册府元龟》卷四五六：“乃擢定方为军行大总管以征贺鲁于是率兵金山之北先击处木昆部落大破之”
66. ↑  《旧唐书》列传第三十三·苏定方：“贺鲁率胡禄屋阙啜慑舍提暾啜鼠尼施处半啜处木昆屈律啜五努失毕兵马众且十万来拒官军定方率回纥及汉兵万馀人击之贼轻定方兵少四面围之定方令步卒据原攒槊外向亲领汉骑阵于北原贼先击步军三冲不入定方乘势击之贼遂大溃追奔三十里杀人马数万”
67. ↑  《新唐书》列传第三十六·苏烈：“发其千骑并回纥万人进至曳咥河贺鲁率十姓兵十万拒战轻定方兵少舒左右翼包之定方令步卒据高攒槊外向亲引劲骑阵北原贼三突步阵不能入定方因其乱击之鏖战三十里斩首数万级贼大奔”
68. ↑  《资治通鉴》卷两百：“定方至曳咥河西沙钵罗帅十姓兵且十万来拒战定方将唐兵及回纥万馀人击之沙钵罗轻定方兵少直进围之定方令步兵据南原攒槊外向自将骑兵陈于北原沙钵罗先攻步军三冲不动定方引骑兵击之沙钵罗大败追奔三十里斩获数万人”
69. ↑  《旧唐书》列传第一百四十四·突厥下：“定方行至曳咥河西贺鲁率胡禄居阙啜等二万馀骑列阵而待定方率副总管任雅相等与之交战贼众大败斩大首领都搭达干等二百馀人”
70. ↑  《册府元龟》卷九八六：“进至曳河之西贺鲁率十姓兵马且十万来拒战定方领回纥及汉兵万馀人迎击贼轻定方兵少四面围之定方令步卒据其原攒槊外向自领汉骑陈于北原贼先击步军三冲不动定方乘势击之贼遂大溃追奔三十里斩获数万人”
71. ↑  《旧唐书》列传第三十三·苏定方：“明日整兵复进于是胡禄屋等五努失毕悉众来降贺鲁独与处木昆屈律啜数百骑西走”
72. ↑  《新唐书》列传第三十六·苏烈：“明日振兵复进五弩失毕举众降贺鲁独与处木昆屈律啜数百骑西走”
73. ↑  《资治通鉴》卷两百：“明日勒兵复进于是胡禄屋等五弩失毕悉众来降沙钵罗独与处木昆屈律啜数百骑西走”
74. ↑  《旧唐书》列传第三十三·苏定方：“馀五咄六闻贺鲁败各向南道降于步真于是西蕃悉定”
75. ↑  《资治通鉴》卷两百：“时阿史那步真出南道五咄陆部落闻沙钵罗败皆诣步真降”
76. ↑  《册府元龟》卷九八六：“明日总兵复进贺鲁之众五努失毕部落相次来降五努失部落闻贺鲁败各向南道降于步真所至蕃人皆相率归降曰我旧主也”
77. ↑  《旧唐书》列传第三十三·苏定方：”唯贺鲁及咥运率其牙内馀众而奔定方追之复大战于伊丽水上杀获略尽贺鲁及咥运十馀骑逼夜亡走“
78. ↑  《册府元龟》卷九八六：“定方乃令副将萧嗣业回纥婆闰率蕃兵趋邪罗斯川以追贺鲁定方与任雅相领新附之众以继其后会大雪平地二尺军中咸请停兵候晴定方曰虏恃雪深谓我不能前进必当憩息追之可及缓以纵之则渐远难追省日兼功在此举也于是勒兵冲雪昼夜兼进所经收其人众遂至双河与弥射步真相会两军合势去贺鲁所居二里布阵长驱径至金牙山所时贺鲁集诸众欲猎定方与弥射纵兵击之尽破其牙帐生擒数万人并获其鼓纛器械贺鲁遂与咄运及其女夫阎啜等脱走石国”
79. ↑  《新唐书》列传第三十六·苏烈：“定方令副将萧嗣业回纥婆润率杂虏兵趋邪罗斯川追北定方与雅相领新附兵绝其后会大雪吏请少休定方曰虏恃雪方止舍谓我不能进若纵使远遁则莫能擒遂勒兵进至双河与弥射步真合距贺鲁所百里下令阵而行薄金牙山方贺鲁将畋定方纵击破其牙下数万人悉归所部贺鲁走石国”
80. ↑  《资治通鉴》卷两百：”定方乃命萧嗣业回纥婆闰将胡兵趋邪罗斯川追沙钵罗定方与任雅相将新附之众继之会大雪平地二尺军中咸请俟晴而行定方曰虏恃雪深谓我不能进必休息士马亟追之可及若缓之彼遁逃浸远不可复追省日兼功在此时矣乃蹋雪昼夜兼行所过收其部众至双河与弥射步真兵合去沙钵罗所居二百里布陈长驱径至其牙帐沙钵罗与其徒将猎定方掩其不备纵兵击之斩获数万人得其鼓纛沙钵罗与其子咥运婿阎啜等脱走趣石国“
81. ↑  《旧唐书》列传第一百四十四·突厥下：”贺鲁及阙啜轻骑奔窜渡伊丽河兵马溺死者甚众嗣业至千泉贺鲁下牙之处弥射进军至伊丽水处月处密等部各率众来降弥射又进次双河贺鲁先使步失达干鸠集散卒据栅拒战弥射步真攻之大溃又与苏定方攻贺鲁于碎叶水大破之贺鲁与咥运欲投鼠耨设至石国之苏咄城傍人马饥乏“
82. ↑  《册府元龟》卷三六六：“大雪平地三尺军中咸请停兵候晴定方曰虏恃雪深谓我不能前进必当憩息追之可及若缓以纵之则渐远难追省日兼功在此举也于是勒兵陵雪昼夜兼进所经收其人众遂至双河去贺鲁所居一百馀里布阵长驱径至金牙山贺鲁牙帐时贺鲁集众欲猎定方纵兵击之尽破其牙帐生擒数万人”
83. ↑  《旧唐书》列传第三十三·苏定方：“定方遣副将萧嗣业追捕之至于石国擒之而还”
84. ↑  《新唐书》列传第三十六·苏烈：“弥射子元爽以兵与嗣业会缚贺鲁以还“
85. ↑  《资治通鉴》卷两百：“定方于是息兵诸部各归所居通道路置邮驿掩骸骨问疾苦画疆场复生业凡为沙钵罗所掠者悉括还之十姓安堵如故乃命萧嗣业将兵追沙钵罗定方引军还沙钵罗至石国西北苏咄城人马饥乏遣人赍珍宝入城市马城主伊沮达官诈以酒食出迎诱之入闭门执之送于石国萧嗣业至石国石国人以沙钵罗授之”
86. ↑  《旧唐书》列传第一百四十四·突厥下：“城主伊涅达干诈将酒食出迎贺鲁信其言入城遂被拘执萧嗣业既至石国鼠耨设乃以贺鲁属之贺鲁谓嗣业曰我破亡虏耳先帝厚我而我背之今日之败天怒我也旧闻汉法杀人皆于都市至京杀我请向昭陵使得谢罪于先帝是本愿也高宗闻而愍之”
87. ↑  《旧唐书》列传第三十三·苏定方：“定方以功迁左骁卫大将军封刑国公又封子庆节为武邑县公”
88. ↑  《册府元龟》卷四二九：“苏定方为行军大总管擒突厥贺鲁以献列其地为州县极于西海”
89. ↑  《新唐书》列传第三十六·苏烈：“策功拜左骁卫大将军邢国公别封子庆节为武邑县公”
90. ↑  《册府元龟》卷九八六：“十二月苏定方大破贺鲁金牙山尽收其所据之地西域悉平[...]定方于是悉兵命诸部归其所居开通道路列置馆驿埋瘗骸骨所在问疾苦分其疆界复其产业贺鲁所虏掠者悉括还之于是西域诸国安堵如故”
91. ↑  《旧唐书》本纪第四·高宗上：“苏定方攻破西突厥沙钵罗可汗贺鲁及咥运阙啜贺鲁走石国副将萧嗣业追擒之收其人畜前后四十馀万甲寅西域平以其地置蒙池昆陵二都护府”
92. ↑  《册府元龟》卷四三四：“高宗显庆三年十一月定方俘贺鲁到京师帝谓侍臣曰贺鲁背恩今欲先献俘于昭陵可乎许敬宗对曰古者出而凯还则饮至策勋于庙若诸侯以王命讨不庭亦献俘于天子近代征伐克捷亦用斯礼未闻献俘于陵所也伏以园寝严敬义同清庙陛下孝思所发在礼无违亦可行也十五日还献于昭陵十七日告于大社皇帝临轩大会文武百僚夷狄君长定方戎服操贺鲁献于乐悬之北帝责之不能对摄刑部尚书长孙冲跪于阶下奏曰伊丽道献俘贺鲁请付所司大理官属受之以出诏免其死”
93. ↑  《全唐文》卷二十三·分立弥射为兴昔亡可汗步真为继往绝可汗诏：“自西蕃罹乱三十馀年比者贺鲁猖狂百姓重被劫掠朕君临四海情均养育不可使凶狡之虏恣行侵渔无辜之剩久遭涂炭故遣右屯卫将军苏定方等统率骑勇北路讨逐卿等宣畅皇风南道抚育遂使凶渠畏威夷人慕德伐叛柔服西域总平贺鲁父子既已擒获诸头部落须有统领卿早归阙庭久参宿卫深感恩义甚知法式所以册立卿等各为一部可汗但诸姓从贺鲁非其本情卿等才至即降亦是赤心向国卿宜与卢承庆等准其部落大小位望高下节级授刺史以下官”
94. ↑  《敦煌藏文吐蕃史文献译注》（甘肃教育出版社，2000年）黄布凡、马德合著 编年史第十条
95. ↑  《敦煌本吐蕃历史文书》（增订本，民族出版社，1992年）王尧、陈践践译注 大事纪年：“及至羊年，（高宗显庆四年，己未，659年），赞普驻于‘札’之鹿苑，大论东赞前往吐谷浑(阿豺)。达延莽布支于乌海之‘东岱’处与唐朝苏定方交战。达延亦死，以八万之众败于一千。是为一年。”
96. ↑  Christopher I. Beckwith. . Princeton University Press. 28 March 1993: 27–28  [2018-12-20]. ISBN 0-691-02469-3. （原始内容存档于2022-05-11）.
97. ↑  根敦瓊培. . 法尊譯，王沂暖校訂. 蘭州: 西北民族學院. 1981: 71.
98. ↑  黄正建. . 西藏研究. 1985-04-02, (第1期)  [2018-12-20]. ISSN 1000-0003. （原始内容存档于2018-12-20）.
99. ↑  胡小鹏; 杨惠玲. . 敦煌研究. 2003, (第1期): 92  [2018-12-20]. （原始内容存档于2018-12-21）.
100. ↑  《旧唐书》列传第三十三·苏定方：“俄有思结阙俟斤都曼先镇诸胡拥其所部及疏勒朱具般葱岭三国复叛诏定方为安抚大使率兵讨之”
101. ↑  《新唐书》列传第三十六·苏烈：“会思结阙俟斤都曼先镇诸胡劫所部及疏勒朱具波喝般陀三国复叛诏定方还为安抚大使”
102. ↑  《资治通鉴》卷两百：“思结俟斤都曼帅疏勒朱具波谒般陀三国反击破于阗癸亥以左骁卫大将军苏定方为安抚大使以讨之”
103. ↑  《旧唐书》列传第三十三·苏定方：“至叶叶水而贼保马头川于是选精卒一万人马三千匹驰掩袭之一日一夜行三百里诘朝至城西十里都曼大惊率兵拒战于城门之外贼师败绩退保马保城王师进屯其门”
104. ↑  《新唐书》列传第三十六·苏烈：“率兵至叶叶水而贼堞马头川定方选精卒万骑三千袭之昼夜驰三百里至其所都曼惊战无素遂大败走马保城”
105. ↑  《资治通鉴》卷两百：“苏定方军至业叶水思结保马头川定方选精兵万人骑三千匹驰往袭之一日一夜行三百里诘旦至城下都曼大惊战于城外都曼败退保其城”
106. ↑  《册府元龟》卷四百二十：“兵至叶水而贼保马头川于是选精兵万人骑三千掩袭之一日一夜行三百里诘朝而到其城都曼大惊拒战于城门之外贼师败绩”
107. ↑  《旧唐书》列传第三十三·苏定方：“入夜诸军渐至四面围之伐木为攻具布列城下都曼自知不免面缚开门出降俘还至东都高宗御乾阳殿定方操都曼特勒献之葱岭以西悉定以功加食邢州钜鹿真邑五百户”
108. ↑  《新唐书》列传第三十六·苏烈：“师进攻之都曼计穷遂面缚降俘献于乾阳殿有司请论如法定方顿首请曰臣向谕陛下意许以不死愿丐其命帝曰朕为卿全信乃宥之葱岭以西遂定加食邢州钜鹿三百户迁左武卫大将军”
109. ↑  《资治通鉴》卷两百：“及暮诸军继至遂围之都曼惧而出降”
110. ↑  《旧唐书》列传第三十三·苏定方：“显庆五年从幸太原制授熊津道大总管率师讨百济”
111. ↑  《新唐书》列传第三十六·苏烈：“出为神丘道大总管率师讨百济”
112. ↑  《册府元龟》卷八十四：“八月癸未以苏定方等讨平百济曲赦神丘道行军大总管以下兵士及其父母妻子大辟罪已下赐天下大腥日”
113. ↑  《旧唐书》本纪第四·高宗上：“癸亥以邢国公苏定方为神丘道总管刘伯英为昆夷道总管”
114. ↑  《全唐文》卷两百·大唐平百济国碑铭：“使持节神丘、嵎夷、马韩、熊津等一十四道大总管、左武卫大将军、上柱国、邢国公苏定方，迭远构于曾城，派长澜于委水，叶英图于武帐。”
115. ↑  《资治通鉴》卷两百：“百济恃高丽之援数侵新罗新罗王春秋上表求救辛亥以左武卫大将军苏定方为神丘道行军大总管帅左骁卫将军刘伯英等水陆十万以伐百济以春秋为嵎夷道行军总管将新罗之众与之合势”
116. ↑  《三国史记》新罗本纪第五：“三月唐高宗命左武卫大将军苏定方为神丘道行军大总管金仁问为副大总管帅左骁卫将军刘伯英等水陆十三万军以伐百济”
117. ↑  《册府元龟》卷九八六：“五年三月以左武卫大将军苏定方为神丘道行军大总管率左骁卫将军刘伯英右武卫将军冯士沧庞孝泰等并发新罗之众以讨百济百济恃高丽之援屡侵新罗故也”
118. ↑  《三国史记》百济本纪第六：“高宗诏左卫大将军苏定方为神丘道行军大摠管率左卫将军刘伯英右武卫将军冯士贵左骁卫将军庞孝公统兵十三万以来征兼以新罗王金春秋为嵎夷道行军摠管将其国兵与之合势”
119. ↑  《旧唐书》列传第三十三·苏定方：“定方自城山济海至熊津江口贼屯兵据江定方升东岸乘山而阵与之大战扬帆盖海相续而至贼师败绩死者数千人自馀奔散遇潮且上连舳入江定方于岸上拥阵水陆齐进飞楫鼓噪直趣真都”
120. ↑  《三国史记》列传第七·阶伯：“唐显庆五年庚申高宗以苏定方为神丘道大总管率师济海与新罗伐百济阶伯为将军简死士五千人拒之曰以一国之人当唐罗之大兵国之存亡未可知也恐吾妻<阕一>没为奴婢与其生辱不如死快遂尽杀之至黄山之野设三营遇新罗兵将战誓众曰昔句践以五千人破吴七十万众今之日宜各奋励决胜以报国恩遂<阕一>战无不以一当千罗兵乃却如是进退至四合力屈以死”
121. ↑  《新唐书》列传第三十六·苏烈：“自城山济海至熊津口贼濒江屯兵定方出左涯乘山而阵与之战贼败死者数千王师乘潮而上舳舻衔尾进鼓而噪定方将步骑夹引直趋真都城”
122. ↑  《三国史记》列传第四·：“会高宗以苏定方为神丘道大总管率师讨百济帝征仁问问道路险易去就便宜仁问应对尤详帝悦制授神丘道副大总管<阕一>赴军中遂与定方济海到德物岛”
123. ↑  《资治通鉴》卷两百：“苏定方引军自成山济海百济据熊津江口以拒之定方进击破之百济死者数千人馀皆溃走定方水陆齐进直趣其都城”
124. ↑  《册府元龟》卷九八六：“初定方率众自成山济海贼徒据熊津江口以拒官军定方既济乘山而阵与之大战扬帆盖海相续而至贼师败绩死者数千人自馀大溃遇潮直上官军连舳入江水陆齐进飞楫鼓噪”
125. ↑  《三国史记》百济本纪第六：“苏定方引军自城山济海至国西德物岛新罗王遣将军金庾信领精兵五万以赴之王闻之会群臣问战守之宜佐平义直进曰唐兵远涉溟海不习水者在船必困当其初下陆士气未平急击之可以得志新罗人恃大国之援故有轻我之心若见唐人失利则必疑惧而不敢锐进故知先与唐人决战可也达率常永等曰不然唐兵远来意欲速战其锋不可当也新罗人前屡见败于我军今望我兵势不得不恐今日之计宜塞唐人之路以待其师老先使偏师击罗军折其锐气然后伺其便而合战则可得以全军而保国矣王犹豫不知所从[...]又闻唐罗兵已过白江炭岘遣将军<阕一>伯帅死士五千出黄山与罗兵战四合皆胜之兵寡力屈竟败<阕一>伯死之于是合兵御熊津口濒江屯兵定方出左涯乘山而阵与之战我军大败王师乘潮舳舻衔尾进鼓而噪定方将步骑直趣真都城其都城一舍止”
126. ↑  《旧唐书》列传第三十三·苏定方：“去城二十许里贼倾国来拒大战破之杀虏万馀人追奔入郭”
127. ↑  《新唐书》列传第三十六·苏烈：“贼倾国来酣战破之杀虏万人乘胜入其郛”
128. ↑  《资治通鉴》卷两百：“未至二十馀里百济倾国来战大破之杀万馀人追奔入其郭”
129. ↑  《册府元龟》卷九八六：“贼倾国来拒大战破之杀虏万馀人追奔入郭”
130. ↑  《三国史记》百济本纪第六：“我军悉众拒之又败死者万馀人唐兵乘胜薄城”
131. ↑  《旧唐书》列传第三十三·苏定方：“其王义慈及太子隆奔于北境定方进围其城义慈次子泰自立为王嫡孙文思曰王与太子虽并出城而身见在叔总兵马即擅为王假令汉兵退我父子当不全矣遂率其左右投城而下百姓从之泰不能止定方命卒登城建帜于是泰开门顿颡其大将祢植又将义慈来降太子隆并与诸城主皆同送款”
132. ↑  《新唐书》列传第三十六·苏烈：“王义慈及太子隆北走定方进围其城义慈子泰自立为王率众固守义慈之孙文思曰王与太子出而叔岂得擅为王若王师还我父子安得全遂率左右缒城下人多从之泰不能止定方使士登城建唐旗帜于是泰开门请命其将祢植与义慈降隆及诸城送款”
133. ↑  《资治通鉴》卷两百：“百济王义慈及太子隆逃于北境定方进围其城义慈次子泰自立为王帅众固守隆子文思曰王与太子皆在而叔遽拥兵自王借使能却唐兵我父子必不全矣遂师左右逾城来降百姓皆从之泰不能止定方命军士登城立帜泰窘迫开门请命于是义慈隆及诸城主皆降”
134. ↑  《三国史记》百济本纪第六：“王知不免叹曰悔不用成忠之言以至于此遂与太子孝走北鄙定方围其城王次子泰自立为王率众固守太子子文思谓王子隆曰王与太子出而叔擅为王若唐兵解去我等安得全遂率左右<阕一>而出民皆从之泰不能止定方令士超堞立唐旗帜泰窘迫开门请命于是王及太子孝与诸城皆降”
135. ↑  《册府元龟》卷九八六：“其王义慈及太子隆奔于北境定方进围其城义慈次子泰自立为王率众还固守义慈嫡孙文思曰王与太子虽并出城而身见在叔总兵焉专擅为王假令汉退我父子当不全矣遂率其左右投城而下百姓从之泰不能止定方令兵士登城立帜于是泰开门顿颡请命其大将祢植又将义慈来降太子隆并与诸城主皆同送款百济悉平”
136. ↑  见 拜根兴：《大唐平百济国碑铭》关联问题考释，载《唐史论丛（第八辑）》，2006年1月。
137. ↑  《全唐文》·卷两百：“原夫皇王所以朝万国，制百灵，清海外而举天维，宅寰中而恢地络，莫不扬七德以驭遐荒，耀五兵而肃边徼。虽质文异轨，步骤殊途，揖让之与干戈，受终之与革命，皆载劳神武，未戢佳兵。是知凶水挻妖，九婴遂戮；沿庭构逆，三苗已诛。若乃式鉴千龄，缅惟万古，当涂代汉，典午承曹。至于任重凿门，礼崇推毂，马伏波则铸铜交阯，窦车骑则勒石燕然，竟不能覆鳀海之奔鲸，绝狼山之封豕。况邱树磨灭，声尘寂寥？圆鼎不传，方书莫纪？蠢兹卉服，窃命岛洲；襟带九夷，悬隔万里。恃斯险厄，敢乱天常？东伐亲邻，近违明诏，北连逆竖，远应枭声。况外弃直臣，内信祅妇？刑罚所及，唯在忠良；宠任所加，必先谄幸。摽梅结怨，杼轴衔悲。我皇体二居尊，通三表极，珠衡毓庆，日角腾辉。辑五瑞而朝百神，妙万物而乘六辩。正在柱于西北，回地纽于东南。若夫席龙图，褒凤纪，悬金镜，齐玉烛，拔穷鳞于涸辙，拯危卵于倾巢。哀此遗甿，愤斯凶丑，未亲吊伐，先命元戎。使持节神邱嵎夷马韩熊津〈阙一字〉一十四道大总管左武卫大将军上柱国邢国公苏定方，叠远构于曾城，派长澜于委水，叶英图于武帐，标秀气于文昌，架李霍而不追，俯彭韩而高视。赵云一身之胆，勇冠三军；关羽万人之敌，声雄百代。捐躯殉国之志，冒流镝而逾坚；轻生重义之〈阙四字〉而难〈阙一字〉心悬水镜，鬼神无以蔽其形；质过松筠，风霜不能改其色。至于〈阙三字〉抚边夷，慎四知，去三惑，顾冰泉以表洁，〈阙一字〉霜柏以凝贞。不言而合诗书，不行而〈阙三字〉将白云而共爽，与青松而竞〈阙一字〉远〈阙三字〉咸有惭德，副大总管冠军大将军〈阙三字〉卫将军上柱国下博公刘伯英，上〈阙八字〉廊庙之材〈阙一字〉将相之器，言为物范，行成士则，词温布帛，气馥芝兰，绩着旗常，调谐律吕。重平生〈阙三字〉轻尺璧于寸阴。破鬼之勋，常〈阙一字〉不足平〈阙一字〉之策〈阙一字〉未涉言，副大总管使持节陇州诸军事陇州刺史上柱国安夷公〈阙六字〉举雄图〈阙一字〉六艺通三略〈阙八字〉能令魏军止渴无劳〈阙八字〉副大总管左领军将军金〈阙四字〉温雅器识沈毅，无小人之细行，有君子之高风。武既止戈，文亦柔远。行军长史中书舍人〈阙二字〉仪云翘吐秀，日镜扬辉，风偃搢绅，道光雅俗，鉴清许郭，望重荀裴。辩箭腾〈阙三字〉九流于学海，词〈阙一字〉发颖掩七泽于文〈阙二字〉太傅之深谋，未堪捧辔；杜镇南之远略，犹可扶轮。〈阙二字〉凤池或清鲸壑。邢国公运秘鉴，总骁雄，阴羽开偃月之图，阳文含晓星之气。龙韬豹钤，必表于情源；元女黄公，咸会于神用。况乎稽天蚁聚，〈阙一字〉地蜂飞，类短狐之含沙，似长蛇之吐雾，连营则豺狼满道，结阵则枭獍弥山。以此凶徒，守斯穷险，不知悬缕将绝，坠之以千钧；累棋先危，压之以九鼎。于时秋草衰而寒山净，凉飙举而杀气严。逸足与流电争飞，叠鼓共奔雷竞震。命丰隆而后殿，控列缺以前驱。沴气祅氛，扫之以戈戟；崇墉峻堞，碎之以冲〈阙一字〉监。〈阙一字〉军总管右屯卫郎将上柱国祝〈阙二字〉右一军总管使持节淄州刺史上柱国〈阙一字〉元嗣，地处关河，材包文武，挟山西之壮气，乘冀北之浮云；呼吸则江海停波，啸咤则风雷绝响。嵎夷道副总管右武卫中郎将上柱国曹继叔，久预经纶，备尝艰险，异廉颇之强饭，同充国之老臣。行军长史岐州司马杜爽，质耀璇峰，芳流桂畹。追风𥬞电，骋逸辔于西海；排云击水，搏劲翮于南溟。骥足既申，凤池可夺。右一军总管宣威将军行左骁卫郎将上柱国刘仁愿，资孝为忠，自家刑国，早闻周孔之教，晚习孙吴之书，既负英勇之材，仍兼文吏之〈阙一字〉。邢国公奉缘圣旨，委以班条〈阙二字〉金如粟而不窥，马如羊而不顾。右武卫中郎将金良图，左一军总管使持节沂州刺史上柱国马〈阙六字〉之〈阙七字〉之〈阙七字〉郡〈阙一字〉良邢国公〈阙一字〉奉神〈阙二字〉专节度或发扬蹈厉，或后劲前锋，出天入地之奇。千变万化〈阙四字〉之〈阙一字〉电发风行，〈阙四字〉英声载路。邢国公〈阙五字〉甚投醪，逆命者则肃之以秋霜，归顺者则润之以春露。一举而平九〈阙三字〉而扫三韩，〈阙二字〉元之〈阙二字〉则千城仰德，发〈阙二字〉之飞箭，则万里衔恩。〈阙六字〉及太子隆〈阙二字〉王馀孝一十三人，并大首领大佐〈阙七字〉成以下七百馀人，既入重闱，并就擒获。〈阙四字〉载以牛车，〈阙〉荐司勋，式献清庙，仍变斯犷俗，令沐宏猷，露冕褰〈阙一字〉先〈阙三字〉烹鲜制锦，必选贤良，庶使剖符绩迈于龚黄，〈阙三字〉高于卓鲁，凡置五都督，卅七州三百五十县，户廿四万，口六百廿万。各齐编户，咸变夷风。大书〈阙一字〉观〈阙三字〉所以旌其善，勒辞鼎铭，景钟所以表其功。〈阙一字〉州长史判兵曹贺遂亮，滥以庸材，谬司文翰，学〈阙三字〉气〈阙一字〉风云，职号将军，愿与廉颇之列；官称博士，犹〈阙一字〉贾〈阙一字〉之衡。不以衰容，犹〈阙四字〉戈〈阙十字〉九〈阙十二字〉乃〈阙十八字〉桑田同天〈阙一字〉永久〈阙三字〉岛与日月长悬。其铭曰：悠悠遂古，〈阙九字〉化权舆〈阙五字〉饮〈阙一字〉居以□以〈阙一字〉或畋或渔，〈阙九字〉及〈阙二字〉代非一主，揖让唐虞，革命汤武，〈阙五字〉均九土，屡扰干戈，式〈阙三字〉未〈阙一字〉西〈阙六字〉我圣皇，德叶穹苍，〈阙二字〉千古，〈阙六字〉远徼。遐哉大荒，咸受正朔，〈阙三字〉疆〈阙六字〉三光，叛族障国，凭凌水乡，天降飞将，豹〈阙一字〉龙骧，弓弯月影，剑动星芒，貔貅百万，电举风扬，〈阙七字〉桑冰销夏日，叶碎秋霜。赳赳武夫，明明号令，〈阙二字〉庙〈阙二字〉齐军政，风严草衰，日〈阙二字〉净霜戈〈阙十三字〉劲巨〈阙一字〉授首，逋诛请命，〈阙四字〉边隅〈阙二字〉嘉树不翦，〈阙二十字〉刊〈阙三字〉用纪殊功，拒〈阙三字〉永固回地轴以无〈阙一字〉”
138. ↑  《金石萃编》卷五十三·唐十三·平百济国碑同
139. ↑  《旧唐书》列传第三十三·苏定方：“百济悉平分其地为六州俘义慈及隆泰等献于东都定方前后灭三国皆生擒其主赏赐珍宝不可胜计仍拜其子庆节为尚辇奉御定方俄迁左武卫大将军”
140. ↑  《新唐书》列传第三十六·苏烈：“百济平俘义慈隆泰等献东都定方所灭三国皆生执其王赏赉珍宝不胜计加庆节尚辇奉御”
141. ↑  《资治通鉴》卷两百：“百济故有五部分统三十七郡二百城七十六万户诏以其地置熊津等五都督府以其酋长为都督刺史十一月戊戌朔上御则天门楼受百济俘自其王义慈以下皆释之苏定方前后灭三国皆生擒其主赦天下”
142. ↑  《全唐文》卷两百·大唐平百济国碑铭：“凡置五都督，卅七州三百五十县，户廿四万，口六百廿万。各齐编户，咸变夷风”
143. ↑  《旧唐书》列传第一百四十九·百济：“六年新罗王金春秋又表称百济与高丽靺鞨侵其北界已没三十馀城显庆五年命左卫大将军苏定方统兵讨之大破其国虏义慈及太子隆小王孝演伪将五十八人等送于京师上责而宥之其国旧分为五部统郡三十七城二百户七十六万至是乃以其地分置熊津马韩东明等五都督府各统州县立其酋渠为都督刺史及县令命右卫郎将王文度为熊津都督总兵以镇之”
144. ↑  《太平御览》皇王部三十五·唐高宗天皇大帝：“五年八月庚辰苏定方等讨平百济面缚其王扶馀义慈国分为五部郡三十七城二百户七十六万以其地分置熊津等五都督府”
145. ↑  《册府元龟》卷四二九：“又为大总管讨百济平之分其地为六州俘其王义慈及子隆泰来献”
146. ↑  《旧唐书》列传第三十四·刘仁轨：“时苏定方既平百济留郎将刘仁愿于百济府城镇守又以左卫中郎将王文度为熊津都督安抚其馀众”
147. ↑  《三国史记》列传第六·崔致远：“至高宗皇帝显庆五年勅苏定方统十道强兵楼舡万只大破百济乃于其地置扶馀都督府招缉遗氓<阕二>以汉官以臭味不同屡闻离叛遂徙其人于河南”
148. ↑  《太平御览》四夷部二·东夷二·百济：“六年新罗王金春秋上表称百济与高丽靺鞨侵其北界已没三十馀城显庆五年命左卫大将军苏定方统兵讨之大破其国虏义慈及太子隆小王孝演伪将五十八人等送于京师上责而宥之其国旧分为五部统郡三十七城二百户七十六万至是乃以其地分置熊津马韩东明等五都督府各统州县立其酋渠为都督刺史及县令命右卫郎将王文度为熊津都督总兵以镇之”
149. ↑  《新唐书》列传第三十三·刘仁轨：“初苏定方既平百济留郎将刘仁愿守其城左卫中郎将王文度为熊津都督抚纳残党”
150. ↑  《太平御览》四夷部二·东夷二·新罗：“永徽六年百济与高丽靺鞨率兵侵新罗北界其王春秋遣使上表求救显庆五年命左武卫大将军苏定方为熊津道大总管统水陆十万仍令春秋为嵎夷道行军总管与定方讨平日济俘其王扶馀义慈来献”
151. ↑  《旧唐书》本纪第四·高宗上：“八月庚辰苏定方等讨平百济面缚其王扶馀义慈国分为五部郡三十七城二百户七十六万以其地分置熊津等五都督府曲赦神丘昆夷道总管已下赐天下大酺三日[...]十一月戊戌朔邢国公苏定方献百济王扶馀义慈太子隆等五十八人俘于则天门责而宥之”
152. ↑  《三国史记》百济本纪第六：“定方以王及太子孝王子泰隆演及大臣将士八十八人百姓一万二千八百七人送京师国本有五部三十七郡二百城七十六万户至是析置熊津马韩东明金涟德安五都督府各统州县擢渠长为都督刺史县令以理之命郞将刘仁愿守都城又以左卫郞将王文度为熊津都督抚其馀众定方以所<阕一>见上责而宥之”
153. ↑  《全唐文》卷九百九十·唐刘仁愿纪功碑：“五年授夷道行军子总管随邢国公苏定方破百济执其王扶馀义慈并太子隆及佐<阙二>率以下七百馀人自外首领古鲁都大秦武进扶馀生受延尔普罗等并见机而作立功归顺或入走<阙一>阕或<阙四>合境遗黎安堵如旧设官分职各有司存即以君为都护兼知留镇新罗王金春秋亦遣少子<阙一>泰同域固守虽夷夏有殊长幼悬隔君绥和接待恩若弟兄”
154. ↑  《新唐书》本纪第三·高宗：“壬午左骁卫大将军契苾何力为浿江道行军大总管苏定方为辽东道行军大总管左骁卫将军刘伯英为平壤道行军大总管以伐高丽”
155. ↑  《资治通鉴》卷两百：“壬午以左骁卫大将军契苾何力为浿江道行军大总管左武卫大将军苏定方为辽东道行军大总管左骁卫将军刘伯英为平壤道行军大总管蒲州刺史程名振为镂方道总管将兵分道击高丽青州刺史刘仁轨坐督海运覆船以白衣从军自效[...]上欲自将大军继之癸巳皇后抗表谏亲征高丽诏从之”
156. ↑  《旧唐书》本纪第四·高宗上：“夏五月丙申命左骁卫大将军凉国公契苾何力为辽东道大总管左武卫大将军邢国公苏定方为平壤道大总管兵部尚书同中书门下三品乐安县公任雅相为浿江道大总管以伐高丽”
157. ↑  《三国史记》列传第七·裂起：“文武王元年唐皇帝遣苏定方讨高句丽围平壤城”
158. ↑  《新唐书》本纪第三·高宗：“四月庚辰任雅相为浿江道行军总管契苾何力为辽东道行军总管苏定方为平壤道行军总管萧嗣业为扶馀道行军总管右骁卫将军程名振为镂方道行军总管左骁卫将军庞孝泰为沃沮道行军总管率三十五军以伐高丽”
159. ↑  《资治通鉴》卷两百：“庚辰以任雅相为浿江道行军总管契苾何力为辽东道行军总管苏定方为平壤道行军总管与萧嗣业及诸胡兵凡三十五军水陆分道并进”
160. ↑  《三国史记》新罗本纪第六：“元年六月入唐宿卫仁问儒敦等至告王皇帝已遣苏定方领水陆三十五道兵伐高句丽遂命王擧兵相应虽在服重违皇帝勅命”
161. ↑  《新唐书》本纪第三·高宗：“八月甲戌苏定方及高丽战于浿江败之”
162. ↑  《资治通鉴》卷两百：“秋七月甲戌苏定方破高丽于浿江屡战皆捷遂围平壤城”
163. ↑  《册府元龟》卷九八六：“八月苏定方破高丽之众于水贝江频战皆捷夺其马邑山因山为营遂为平壤城”
164. ↑  《新唐书》列传第三十六·苏烈：“未几定方为辽东道行军大总管俄徙平壤道破高丽之众于浿江夺马邑山为营遂围平壤”
165. ↑  《三国史记》高句丽本纪第十：“秋八月苏定方破我军于浿江夺马邑山遂围平壤城”
166. ↑  《资治通鉴》卷两百：“高丽盖苏文遣其子男生以精兵数万守鸭绿水诸军不得渡契苾何力至值冰大合何力引众乘冰渡水鼓噪而进高丽大溃追奔数十里斩首三万级馀众悉降男生仅以身免会有诏班师乃还”
167. ↑  《三国史记》高句丽本纪第十：“九月盖苏文遣其子男生以精兵数万守鸭绿诸军不得渡契苾何力至值冰大合何力引众乘冰度渡水鼓<阕一>而进我军溃奔何力追数十里杀三万人馀众悉降男生仅以身免会有诏班师乃还”
168. ↑  《旧唐书》列传第三十四·刘仁轨：“时苏定方奉诏伐高丽进围平壤不克而还”
169. ↑  《新唐书》列传第三十六·苏烈：“会大雪解围还”
170. ↑  《资治通鉴》卷两百：“戊寅左骁卫将军白州刺史沃沮道总管庞孝泰与高丽战于蛇水之上军败与其子十三人皆战死苏定方围平壤久不下会大雪解围而还”
171. ↑  《新唐书》本纪第三·高宗：“甲戌任雅相薨戊寅庞孝泰及高丽战于蛇水死之”
172. ↑  《三国史记》高句丽本纪第十：“二十一年春正月左骁卫将军白州刺史沮沃沮道总管庞孝泰与盖苏文战于蛇水之上擧军没与其子十三人皆战死苏定方围平壤会大雪解而退凡前后之行皆无大功而退”
173. ↑  《册府元龟》卷九八六：“明年三月勒兵而还”
174. ↑  《新唐书》列传第三十六·苏烈：”拜凉州安集大使以定吐蕃吐谷浑“
175. ↑  《旧唐书》列传第三十三·苏定方：“乾封二年卒年七十六高宗闻而伤惜谓侍臣曰苏定方于国有功例合褒赠卿等不言遂使哀荣未及兴言及此不觉嗟悼遽下诏赠幽州都督谥曰庄”
176. ↑  《新唐书》列传第三十六·苏烈：“乾封二年卒年七十六帝悼之责谓侍臣曰定方于国有功当褒赠若等不言何邪乃赠左骁卫大将军幽州都督谥曰庄”